# Классическая литература
Класси́ческая литерату́ра — корпус произведений, считающихся образцовыми для той или иной эпохи.

## Общие сведения
Понятие классики в литературе складывалось в три последних столетия античности: оно обозначало определённую категорию писателей, которые по не всегда ясным причинам (в силу древности или авторитета в глазах просвещённых людей) считались достойными служить образцами и наставниками во всём, что касается владения словом и получения знаний.
Первым классическим автором, безусловно, считался Гомер. «Одиссея» и «Илиада» уже в классический период развития Греции (V в. до н. э.) считались недостижимой драматической вершиной (понятие «драмы» у древних греков было практически тождественно понятию литературы в целом).
В V—VIII веках н. э. сложился канонический список auctores (буквально: «поручителей»), обладающих auctoritas, — текстов, определявших нормы и теории, что передавались в процессе обучения. Канон этот не был абсолютно незыблемым; однако в разных школах он варьируется минимально, и ядро его остаётся постоянным. По мере приближения к XIV веку возникает тенденция к расширению списка. Наряду с поэтами и прозаиками эпохи Августа в эти перечни включаются писатели более поздних эпох, а также представители язычества и христианства IV, V, а иногда и VI и VIII веков. Все эти «авторы» служат общим, как бы обезличенным достоянием; их постоянно цитируют, им подражают, их разрезают на сентенции, к ним сочиняют глоссы.

## Смысл понятия
Современный смысл понятия «классическая литература» уходит корнями в Эпоху Возрождения, когда в процессе секуляризации европейской культуры писатели обратили своё внимание на античных авторов. Результатом этого явилась эпоха классицизма в литературе, во время которой писатели подражали греческим драматургам, прежде всего Эсхилу, Софоклу и Эврипиду. Канон классической драмы описан в работе Николя Буало «Поэтическое искусство». С тех пор в узком смысле слова «классическая литература» означает всю античную литературу.
В широком смысле слова понятие «классический» стало употребляться по отношению к любому произведению, которое задало канон для своего жанра. Так появилась классика романтизма (Байрон), классика модернизма (Пруст, Джойс), классика массового романа (Дюма), и так далее.